# Хара-Хулагу
Хара-Хулагу, Кара-Хулагу (монг. Хара Хүлэгү; ок. 1221 — 1252) — хан Чагатайского улуса (1242—1247, 1251—1252); сын Мутугэна, внук Чагатая, правнук Чингис-хана.

## Биография
Согласно Рашид ад-Дину, Хара-Хулагу был четвёртым (в другом месте летописи назван старшим) сыном Мутугэна. По Джувейни, Хара-Хулагу родился во время осады Бамиана (1221), незадолго до или вскоре после гибели отца. Чагатай сделал Хара-Хулагу своим наследником вместо Мутугэна. По смерти Чагатая в начале 1242 года его вдова, наиб Хабаш-Амид и вельможи возвели Хара-Хулагу на престол, но после избрания кааном Гуюка (1246), правителем Чагатайского улуса был назначен его личный друг, Есу-Мункэ, старший из оставшихся в живых сыновей Чагатая. На курултае 1251 года Хара-Хулагу поддержал кандидатуру Мункэ и был восстановлен в правлении улусом. Он получил от нового каана войско с приказом идти против Есу-Мункэ, но умер по дороге близ Алтая. Его вдова Эргэнэ-хатун (Ургана-хатун) стала правительницей при малолетнем сыне Мубарек-шахе.